# 雷沃利亚尔新镇
雷沃利亚尔新镇，是西班牙卡斯蒂利亚-莱昂帕伦西亚省的一个市镇。 总面积17平方公里，总人口98人（2001年），人口密度6人/平方公里。